# Nikolaj Manošin
Nikolaj Manošin rusky Николай Алексеевич Маношин; (6. března 1938 Moskva – 10. února 2022) byl ruský fotbalista, záložník, jenž reprezentoval někdejší Sovětský svaz.

## Fotbalová kariéra
V nejvyšší soutěži Sovětského svazu hrál za Torpedo Moskva a CSKA Moskva. Nastoupil ve 175 ligových utkáních a dal 4 góly. V roce 1960 vyhrál s Torpedem Moskva ligu i pohár. Za reprezentaci Sovětského svazu nastoupil v letech 1960-1961 v 8 utkáních. Byl členem reprezentace Sovětského svazu na mistrovství světa ve fotbale 1962, v utkání nenastoupil a zůstal mezi náhradníky.

## Ligová bilance
| Ročník                               | Zápasy | Góly | Klub           |
| ------------------------------------ | ------ | ---- | -------------- |
| Sovětská fotbalová Vysšaja liga 1956 | 1      | 0    | Torpedo Moskva |
| Sovětská fotbalová Vysšaja liga 1957 | 1      | 0    | Torpedo Moskva |
| Sovětská fotbalová Vysšaja liga 1958 | 1      | 0    | Torpedo Moskva |
| Sovětská fotbalová Vysšaja liga 1959 | 10     | 0    | Torpedo Moskva |
| Sovětská fotbalová Vysšaja liga 1960 | 29     | 2    | Torpedo Moskva |
| Sovětská fotbalová Vysšaja liga 1961 | 26     | 2    | Torpedo Moskva |
| Sovětská fotbalová Vysšaja liga 1962 | 24     | 0    | Torpedo Moskva |
| Sovětská fotbalová Vysšaja liga 1963 | 26     | 0    | CSKA Moskva    |
| Sovětská fotbalová Vysšaja liga 1964 | 23     | 0    | CSKA Moskva    |
| Sovětská fotbalová Vysšaja liga 1965 | 26     | 0    | CSKA Moskva    |
| Sovětská fotbalová Vysšaja liga 1966 | 8      | 0    | CSKA Moskva    |
| CELKEM 1. liga                       | 175    | 4    |                |